# Vjačeslav Anatol'evič Štyrov
Vjačeslav Anatol'evič Štyrov (in lingua russa Вячеслав Анатольевич Штыров; Chandyga, 25 maggio 1953) è un politico russo, presidente della Repubblica della Sacha-Jacuzia dal 2002 al 2010.